# أندي هاثورن
أندي هاثورن (بالإنجليزية: Andy Hawthorne)‏ هو لاعب كرة الراح ‏ أمريكي، ولد في 7 سبتمبر 1982 في كلينتون في الولايات المتحدة.